# Malaisie
Ne doit pas être confondu avec Malésie ou Insulinde.
Malaisie
(zsm) Malaysia
La Malaisie (en malaisien : Malaysia) est un État d'Asie du Sud-Est, constitué de la Malaisie péninsulaire ou Malaisie occidentale (majeure partie de la péninsule Malaise) et de la Malaisie orientale (nord de Bornéo). L'appellation en forme longue fédération de Malaisie (en malaisien : Persekutuan Malaysia), parfois utilisée pour désigner l'État malaisien, n'est pas officielle pour les autorités de Malaisie, et désigne aussi l'ancienne forme de l'État de 1948 à 1963. La Malaisie est située à environ 200 km au nord de l'équateur. Sa capitale historique est Kuala Lumpur, sa capitale administrative est Putrajaya, et sa superficie est de 330 803 km2. Elle abrite une jungle très ancienne.

## Toponymie
L'utilisation du nom de « Malaisie » pour désigner la péninsule malaise est récente. Ce nom est la francisation de Malaya dans l'expression « British Malaya » (Malaisie britannique) par laquelle les Britanniques désignaient, à partir de la fin du XIXe siècle, les territoires qu'ils contrôlaient sur la péninsule depuis 1826.
Jusqu'en 1912, le nom de « fédération de Malaisie » ne s'appliquait qu'à l'entité créée en 1896 par les Britanniques et devenue indépendante en 1957, « l'Union malaise » (Malayan Union). Celle-ci regroupait, dans la péninsule malaise, les États malais, qui avaient auparavant le statut de protectorats, et les Strait Settlements, c'est-à-dire les colonies de Malacca, Penang et Singapour. Lorsque les territoires britanniques de Bornéo, Sabah (British North Borneo) et Sarawak deviennent indépendants en 1963 et acceptent de rejoindre la Malaisie, la nouvelle entité est baptisée du néologisme de « Malaysia ».
Certains auteurs tel le géographe Rodolphe De Koninck (de même que Le Petit Robert des noms propres 1994) utilisent effectivement « Malaysia » (nom donné à l'ensemble de la fédération dans la langue malaise) pour désigner le pays d'aujourd'hui, préférant nommer sa portion péninsulaire par « Malaisie », traduction française de son ancien nom popularisé par l'Empire britannique, Malaya. Cette distinction rend également compte du caractère bipolaire du pays moderne, résultat d'une décision politique hasardeuse consistant à unir d'anciennes colonies britanniques du nord de l'île de Bornéo et de la péninsule Malaise.
En français, « Malaisie » avait à l'origine un autre sens. En 1831, Jules Dumont d'Urville proposait à la Société de géographie de Paris une organisation de l'Océanie en quatre parties :
- la Polynésie (les îles nombreuses) ;
- la Mélanésie (les îles « noires ») ;
- la Micronésie (les petites îles) ;
- la Malaisie (les îles des « Malais »).

Par ce dernier nom, Dumont d'Urville entendait l'ensemble des îles des archipels de la Sonde, des Moluques et des Philippines. À l'époque en effet, on considérait que les habitants de cette région pouvaient être désignés par le terme englobant de « Malais ».
Au sens strict du terme, les Malais sont les populations qui parlent la langue malaise et qui habitent le littoral oriental de l'île de Sumatra, les îles Riau, la péninsule Malaise et le littoral de l'île de Bornéo.
Le traité de Londres de 1824 entre Britanniques et Hollandais se traduira par un partage en deux de ce monde malais. On ne saurait donc identifier celui-ci à la seule Malaisie.
Pour éviter la confusion, on utilise le gentilé « Malaisien » pour désigner ce qui relève de la Malaisie comme État, le mot « malais » désignant ce qui relève de la langue, de la culture, de l'ethnie, et couvrant donc un territoire plus vaste. Ainsi, l'expression « monde malais » au sens strict désigne l'aire géographique habitée par les Malais et décrite plus haut. À noter que « malaisien » désigne également la langue officielle de la Malaisie sous sa forme standard (depuis 2007), à différencier de « malais » qui regroupe tous les dialectes, dont le malaisien, mais aussi entre autres l'indonésien.

## Histoire
À l'origine, la Malaisie était une péninsule inhabitée, recouverte par une forêt vieille de 130 millions d'années ayant échappé à toutes les glaciations[réf. souhaitée]. Ce n'est que vers 10 000 avant J.-C. qu'arrivèrent les premiers hommes.
L'année 1511 marque la première présence européenne en Malaisie avec la prise de la ville de Malacca (Melaka en malais) par le vice-roi portugais des Indes, Afonso de Albuquerque, parti de Goa à la tête d'une flotte de dix-huit bateaux et 1 200 hommes.
La prise de Malacca par les Portugais a eu deux conséquences fondamentales : la rupture du réseau des marchands de l'Asie du Sud-Est insulaire et péninsulaire, et la christianisation de l'ouest de l'archipel indonésien.
En 1641, les Hollandais de la VOC (Vereenigde Oostindische Compagnie ou « Compagnie hollandaise des Indes orientales »), alliés à Johor, prennent à leur tour Malacca aux Portugais.
En 1795, les Britanniques s'emparent du territoire malais, avec l’île de Singapour. En 1815, à la suite du traité de Vienne, Singapour, et tous les territoires malais au nord de Singapour, deviennent britanniques. Le Sabah, et Sarawak, au nord de Bornéo, deviennent britanniques. Les Hollandais reprennent les territoires au sud de Singapour, en 1817, ce qui constitue plus tard l'actuelle Indonésie.
La Malaisie est envahie et occupée par le Japon pendant la Seconde Guerre mondiale. Les troupes de l'armée impériale japonaise se livrèrent à un très grand nombre d'exactions, faisant en particulier des dizaines de milliers de morts parmi la minorité chinoise.
En 1948, le Parti communiste malais, qui avait représenté le fer de lance de la résistance à l'occupation japonaise, se préparait à mener une guerre de libération contre l'occupation britannique. L’insurrection est toutefois matée après plusieurs années de sévère répression (les soldats coloniaux coupèrent les mains, voire la tête, des rebelles capturés, et déplacèrent un demi-million de personnes dans des camps de concentration). Dans le même temps, Londres promet l'indépendance à des dirigeants jugés modérés, qui élargissent leur base en jouant sur la défiance raciale à l'égard de la minorité chinoise.
La Malaisie actuelle résulte de l'entrée en 1963 des territoires britanniques de Bornéo devenus indépendants, Sabah et Sarawak, dans la fédération de Malaisie, elle-même devenue indépendante en 1957.
Le retrait de Singapour de la fédération de Malaisie, le 9 août 1965 fut pratiquement vu comme une partition de la Malaisie en deux États, par les observateurs étrangers, mais, à la différence de l'Inde, cette partition n'était pas religieuse, mais plutôt ethnique, avec la création de l'État de Singapour, majoritairement peuplé de Chinois, et la Malaisie, majoritairement peuplée de Malais musulmans, mais avec une forte minorité de Chinois. Avant 1965, les Chinois étaient aussi nombreux que les Malais, en Malaisie. Les deux parties n'arrivaient pas à s'entendre pour le partage du pouvoir entre Chinois et Malais, d'autant plus que les Malais étaient favorables à un régime monarchique, alors que les Chinois voulaient un régime républicain, ce qui laissait présager une grave guerre civile ethnique, expliquant largement le retrait de Singapour, en 1965.
Mahathir Mohamad est à l'origine de plusieurs projets économiques :
- le constructeur automobile Proton ;
- le circuit de Formule 1 ;
- les tours jumelles de Petronas, les tours jumelles les plus grandes au monde (452 m, 200 ascenseurs), et le bâtiment le plus grand du monde de 1997 à 2003, qui sont devenus les symboles de la Malaisie moderne. Les tours Petronas peuvent résister à un séisme de magnitude 7,2 sur l'échelle de Richter ;
- l’aéroport international de Kuala Lumpur inauguré en 1998 ;
- la nouvelle capitale Putrajaya ;
- la nouvelle capitale de l'informatique et du multimédia, Cyberjaya.

Fortement frappée en 1997 par la crise monétaire (le PIB s'effondre de 7 %), la Malaisie choisit, à la différence des pays voisins de rejeter les recommandations du FMI et d'adopter une politique protectionniste. L’économie malaisienne se relève beaucoup plus rapidement que les économies indonésienne ou thaïlandaise, avec une croissance de 5,4 % en 1999 et de 8 % en 2000.
Le sujet de la corruption est très sensible en Malaisie, notamment depuis le scandale 1MDB qui, en 2018, a contribué à la chute de l'ex-Premier ministre malaisien Najib Razak, inculpé pour corruption,. Le principal chef d'orchestre de ce scandale, l'homme d'affaires Jho Low n'a toujours pas été arrêté par les forces de l'ordre et habiterait en Malaisie même[réf. nécessaire]. Le fait que Razak ait été finalement envoyé en prison en 2022, et l'arrivée au pouvoir de Anwar Ibrahim cette même année avec la promesse de s'attaquer au fléau, font espérer un changement dans les mentalités.

## Politique

### Partis politiques
Depuis son indépendance en 1957, la Malaisie est dirigée par une même coalition dominante, le Barisan Nasional (BN)[Passage à actualiser] qui se place dans une idéologie diverse (droite, centre, multi-ethnique, nationaliste et islamique) au travers des différents partis qui la composent. Cette coalition est dominée par l'Organisation nationale des Malais unis (UMNO) qui est un parti de droite se positionnant en faveur du nationalisme malaisien et de son idéologie islamique. Le BN est composé de 13 partis communautaires dont 4 nationaux: 
- la United Malays National Organisation (UMNO) ;
- la Malaysian Chinese Association (MCA) ;
- le Malaysian Indian Congress (MIC) ;
- le Malaysian's People Movement Party (Gerakan).

Les 9 autres partis représentent principalement des communautés ethniques de Sabah et de Sarawak.
Le Pakatan Rakyat (PR) fait office de coalition d'opposition face au Barisan Nasional. Il œuvre pour une diversification de la scène politique à travers le développement de diverses listes qui intégreraient une plus large population malaise sur le plan ethnique. Il est composé du Parti d'action démocratique (DAP) et du Parti Keadilan Rakyat (PKR), tous deux de centre gauche. Le Parti Islam Se-malaysia (PAS) fait également partie de la coalition mais se place dans une idéologie centriste et islamiste.

### Système politique

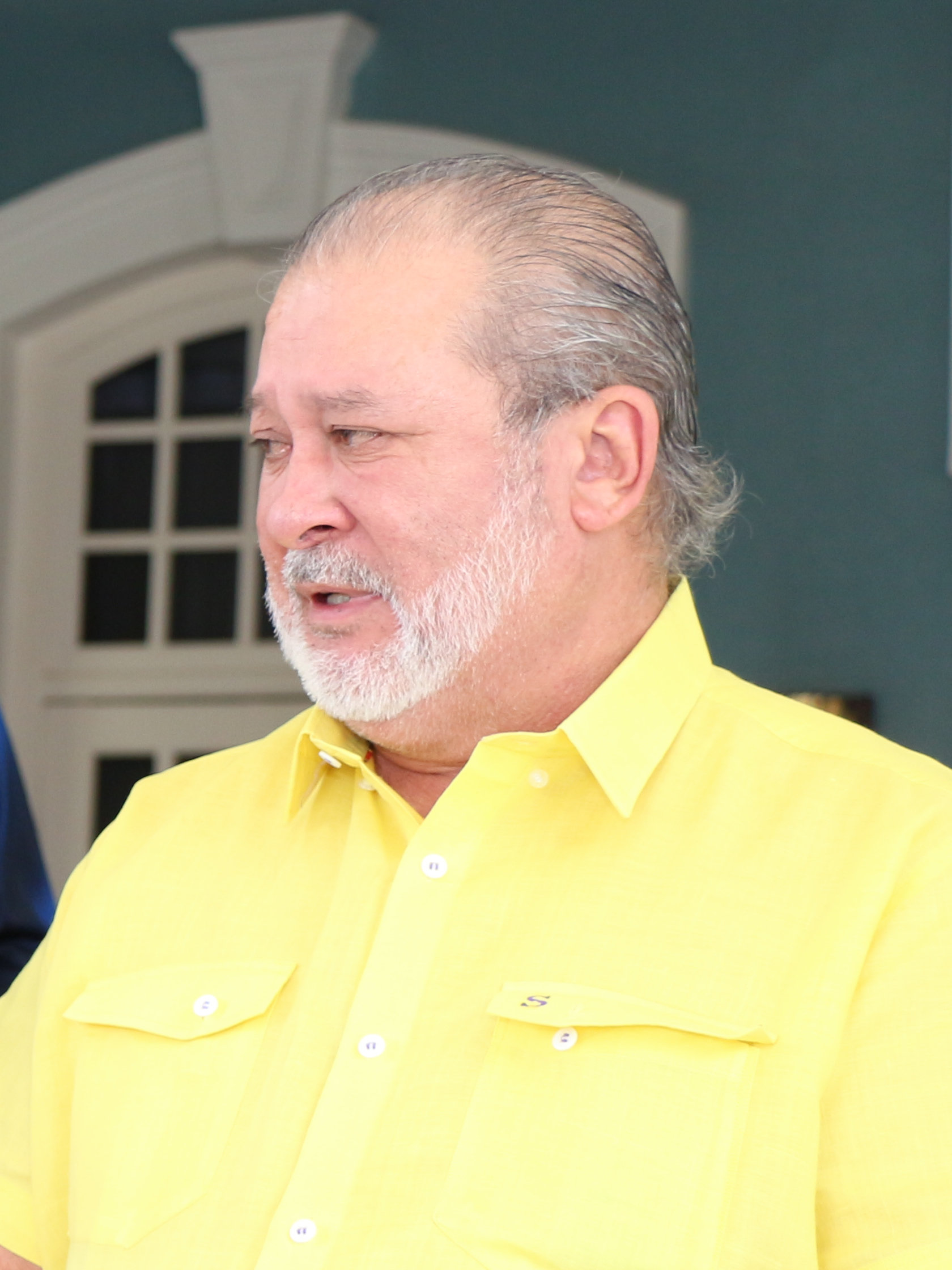
Ibrahim Ismail, roi de Malaisie depuis 2024.

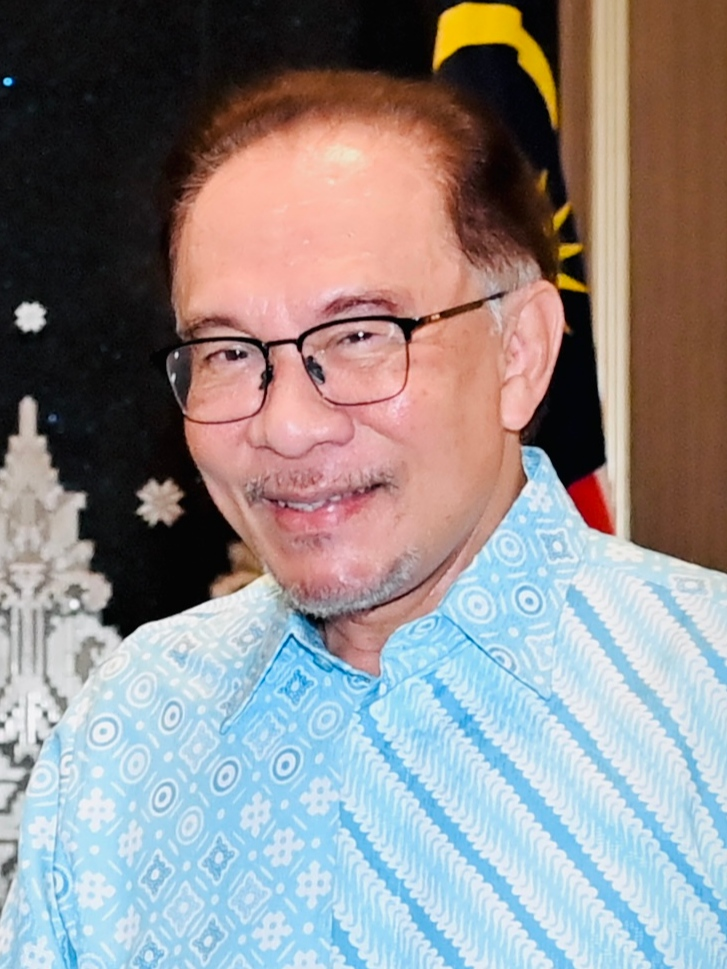
Anwar Ibrahim, Premier ministre de Malaisie depuis 2022.

La Malaisie est une monarchie parlementaire fédérale. L'annexe 9 de la Constitution adoptée en 1957 définit les domaines de compétences législatives, exclusives ou partagées de la fédération et des États.
Dans le pouvoir exécutif malais, le chef de l'État n'est pas un monarque héréditaire mais un sultan aussi considéré comme le « souverain suprême » ou « roi » élu pour une période de cinq ans selon la tradition. S'il le désire, il a la possibilité de prolonger ce mandat. Le sultan est élu par le Conseil des sultans (CDS) qui se compose du souverain lui-même, du Premier ministre, des 9 sultans de Malaisie et des 4 gouverneurs des 13 États de la fédération. Le CDS a le pouvoir de destituer le souverain et protège les droits des sultanats et de l'islam. Le sultan désigné doit obligatoirement être issu d'une des neuf familles royales à la tête des sultanats.
La nomination du gouvernement ainsi que ses pouvoirs s'effectuent comme dans toute monarchie constitutionnelle habituelle. Le roi désigne le Premier ministre parmi les membres de la Chambre des représentants, généralement le leader du parti majoritaire. Le Premier ministre choisit les membres du gouvernement parmi les parlementaires.
Le pouvoir législatif malaisien est bicaméral avec une chambre basse, la Chambre des représentants (« Dewan Rakyat ») constituée de 222 députés élus pour cinq ans au scrutin majoritaire uninominal à un tour. Selon l'article 45 de la Constitution, la chambre haute (« Dewan Negara »), correspondant à un sénat, se compose de 70 membres qui ont 30 ans minimum dont 26 sénateurs, à raison de deux pour chaque État de la fédération, un pour représenter le territoire fédéral de Labuan et un autre pour le territoire de Putrajaya. On retrouve également 44 représentants des minorités ethniques nommés par le souverain, dont 40 sont nommés avec l'approbation du Premier ministre. Ils bénéficient d'un mandat de 6 ans maximum.
La corruption, dont le scandale de 1Malaysia Development Berhad est emblématique, est très répandue.

### Démocratie
La Malaisie peut être qualifiée de régime hybride car elle présente des caractéristiques qui relèvent en partie d'un régime démocratique et en partie d'un régime autoritaire : 
- La présence d’élections régulières lors desquelles les dirigeants politiques de la Malaisie sont élus au suffrage universel par tous les citoyens en âge de voter donne une première caractéristique démocratique au régime[27]. Cet élément est contrebalancé par le manque de compétition entre les partis politiques lors de ces élections : dans plusieurs circonscriptions, les citoyens ne peuvent élire qu’un seul candidat. Ce mode de fonctionnement est imputable aux négociations existantes entre les partis. Les principaux partis qui font partie du Barisan Nasional (UMNO et MCA) créent une entente qui donne l’occasion au principal parti (UMNO) de remporter plus de circonscriptions que les autres partis issus des minorités chinoises et indiennes. En échange, les partis minoritaires peuvent faire siéger leurs ministres au sein du gouvernement dominé par le Parti gagnant. Certains auteurs caractériseront ce régime de « consociationnel ». Autrement dit, la Malaisie présenterait un type de régime démocratique dans lequel le pouvoir politique est réparti entre les ethnies au prorata de l’importance numérique dans la population.

- Les libertés civiles et les droits politiques sont restreints[28]. Cette deuxième caractéristique place à nouveau la Malaisie du côté du régime autoritaire. Deux types de liberté sont entravés : la liberté d’expression et celle de critique. En 2013, une loi adoptée par le parlement permet la détention illimitée des dissidents (les citoyens qui critiquent le régime). La liberté d’association et de manifestations fait également l’objet d’interdiction quand il s’agit de critiquer les lois adoptées par le gouvernement[28]. Les médias d’informations sont très surveillés par le pouvoir politique. Des procédures judiciaires sont entamées contre les journalistes qui critiquent le gouvernement[28].

- La liberté de religion est une autre liberté entravée rendant le régime malais moins démocratique. Bien que la constitution reconnaisse la liberté de religion, celle-ci est limitée. La majorité des citoyens malais pratiquent un islam sunnite. Les autres branches (chiites, alaouites) bénéficient de moins de droits. Par exemple, seuls les musulmans sunnites sont autorisés à faire du prosélytisme[29] (missionnariat, tentative de convertir les citoyens d’autres religions à la leur) sauf si une loi d’un État malais l’interdit. Les musulmans sunnites ne sont pas autorisés à se convertir à une autre religion. Les enfants de musulmans et de fonctionnaires doivent obligatoirement recevoir une éducation religieuse sunnite.

La Malaisie a été presque continuellement soumise à l'état d'urgence depuis son indépendance en 1957. La loi de sécurité interne (ISA) permet entre autres l'incarcération des suspects sans limitation de durée ni de recours judiciaire possible. L’ISA, dénoncée par les défenseurs des libertés individuelles, a été instaurée en 1960 dans le cadre de la lutte contre le communisme et n’a été levée qu’en 2012.
En 2018, Reporters sans frontières place la Malaisie au 145e rang de son classement mondial de la liberté de la presse, notant les campagnes de harcèlement, les blocages et la surveillance dont sont l'objet des journalistes enquêtant sur les affaires de corruption impliquant le gouvernement, ainsi que la possibilité offerte par la loi d'infliger à des journalistes des peines allant jusqu'à 20 ans de prison pour « sédition ».
Cependant l'Economist Intelligence Unit considère plus la Malaisie comme une démocratie imparfaite que comme un régime hybride, plaçant le pays au 59e rang de son classement mondial des pays démocratiques, entre la Croatie et la Mongolie.

### Politique extérieure

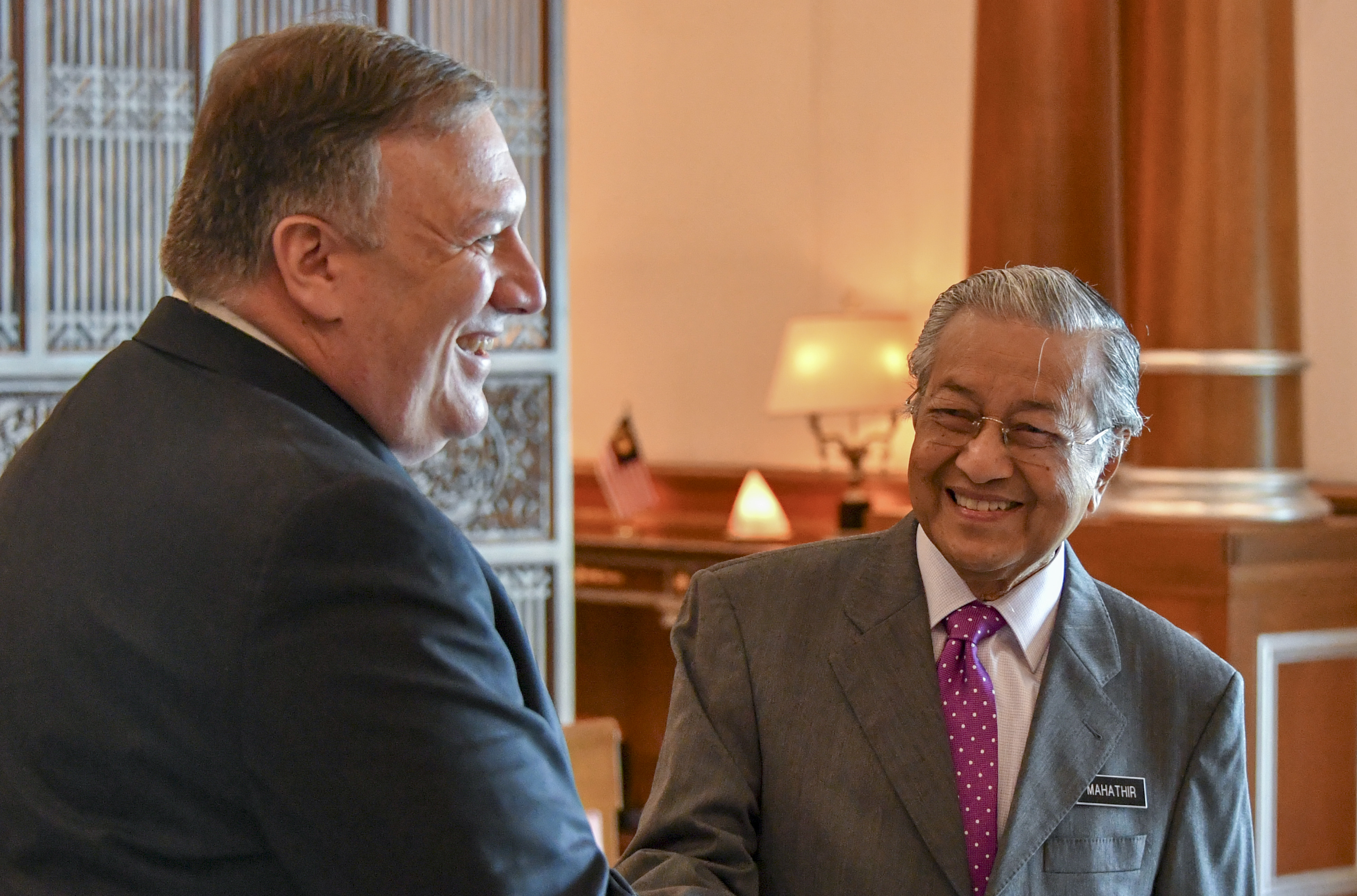
Le secrétaire d'État des États-Unis Mike Pompeo et le premier ministre de Malaisie Mahathir Mohamad, 3 août 2018.

La Malaisie est membre de l'ASEAN (Association des Nations d'Asie du Sud-Est).

## Administration
La Malaisie est une fédération composée de treize États (negeri) et de trois districts fédéraux (wilayah persekutuan). 
Les treize États sont composés de onze états de la péninsule Malaise (dont les neuf sultanats) : Perlis, Kedah, Penang, Perak, Kelantan, Terengganu, Pahang, Selangor, Negeri Sembilan, Malacca, Johor, et des deux États de Sarawak et de Sabah sur l'île de Bornéo.
Les trois districts fédéraux sont : 

## Géographie
Le pays est composé de deux régions distinctes :
- La Malaisie occidentale ou Malaisie péninsulaire (au sud de la Thaïlande) est divisée du nord au sud par une longue chaîne montagneuse dont le point culminant se situe à 2 189 m (Gunung Tahan) et où subsistent de vastes zones forestières. La côte ouest est marécageuse et plate, la côte est se compose, au contraire, de longues plages de sable. Les cultures et plantations sont d'abord situées le long des plaines côtières. Le nord du pays (Perlis et Kedah) est considéré comme son « grenier à riz ».
- La Malaisie orientale est composée des territoires du Sarawak et du Sabah et située au nord de Bornéo. Cette partie représente 15 % de la population sur 60 % du territoire. Elle est essentiellement composée de forêts tropicales humides et d'un relief assez élevé (mont Kinabalu, 4 100 m).

La Malaisie orientale partage ses frontières terrestres avec le Brunei (381 km) au nord-est et l'Indonésie (1 178 km) à l'est-nord-est et au sud tandis que la partie péninsulaire est limitrophe de la Thaïlande (506 km) au nord-nord-ouest. Le pays dispose d'un total de 4 675 km de côtes. La péninsule Malaise est également reliée à Singapour au sud-sud-est par deux ponts traversant le détroit de Johor.

### Climat
En raison de sa situation géographique proche de l'équateur, la Malaisie connaît un climat équatorial de type très humide, caractérisé par une température constamment élevée (entre 26 et 27 °C en moyenne), une faible amplitude thermique annuelle (de l'ordre de 1 à 2 °C) et une forte humidité tout au long de l'année. Les précipitations sont très élevées avec une moyenne annuelle atteignant 2 500 mm. Il fait très rarement plus de 32°C, la température oscillant toujours entre 26 et 28°C. Dans les régions de montagnes, comme la région du mont Kinabalu, la température est souvent plus basse, et plus fraîche.

### Faune, flore et environnement

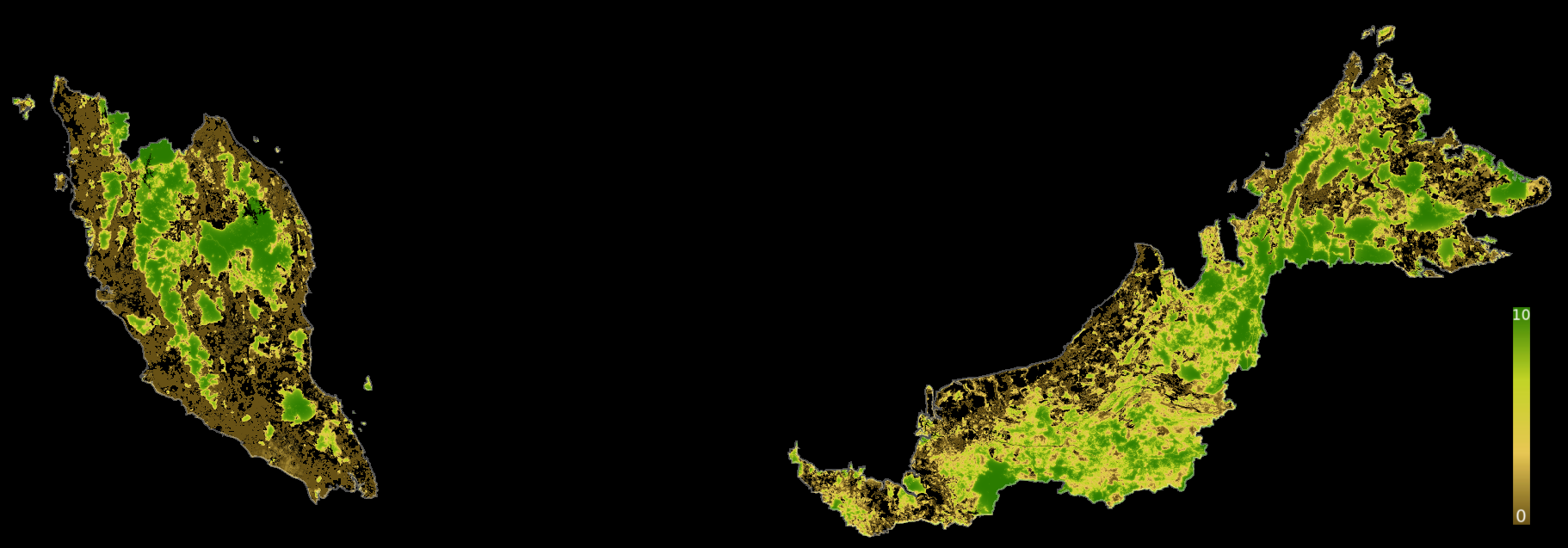
En 2019, La Malaisie avait un score moyen de l'indice d'intégrité du paysage forestier de 5,01, le classant sur 172 pays.

La Malaisie est considérée comme une zone de mégadiversité biologique. La flore est ainsi particulièrement riche au regard d'autres pays situés dans la zone intertropicale. Les montagnes, les forêts primaires, et récifs coralliens participent à cette grande biodiversité.
La déforestation est importante, en particulier dans les territoires du Sarawak et du Sabah.
Le Sabah abrite, entre autres, une Oleacée, Olea borneensis (nom vernaculaire Obah ou Mangkas), à Lahad Datu (Forêt de recherche du Silam), Ranau (Kulimpsiau-Bas) et Kulat (Labuan). Cette espèce occupe les flancs de collines et les sommets, sur des sols ultrabasiques.
Les importations de plastique ont triplé entre 2016 et 2018 pour atteindre 870,000 tonnes selon des données officielles, ce qui fait de la Malaisie le premier importateur mondial de déchets plastiques. Les usines de traitement de plastique se sont multipliées et se sont mises à émettre des fumées toxiques. Des montagnes de plastique, provenant essentiellement d'Amérique du Nord et d'Europe, parsèment le paysage et la situation sanitaire s'est dégradée. De nombreuses usines fonctionnent sans permis,.

## Économie

Évolution du PIB par habitant de Malaisie.

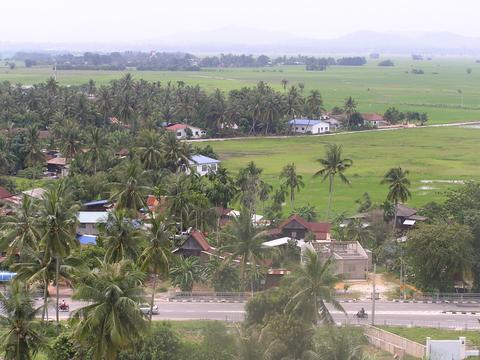
La campagne malaisienne du Nord : « rizières et kampong ».

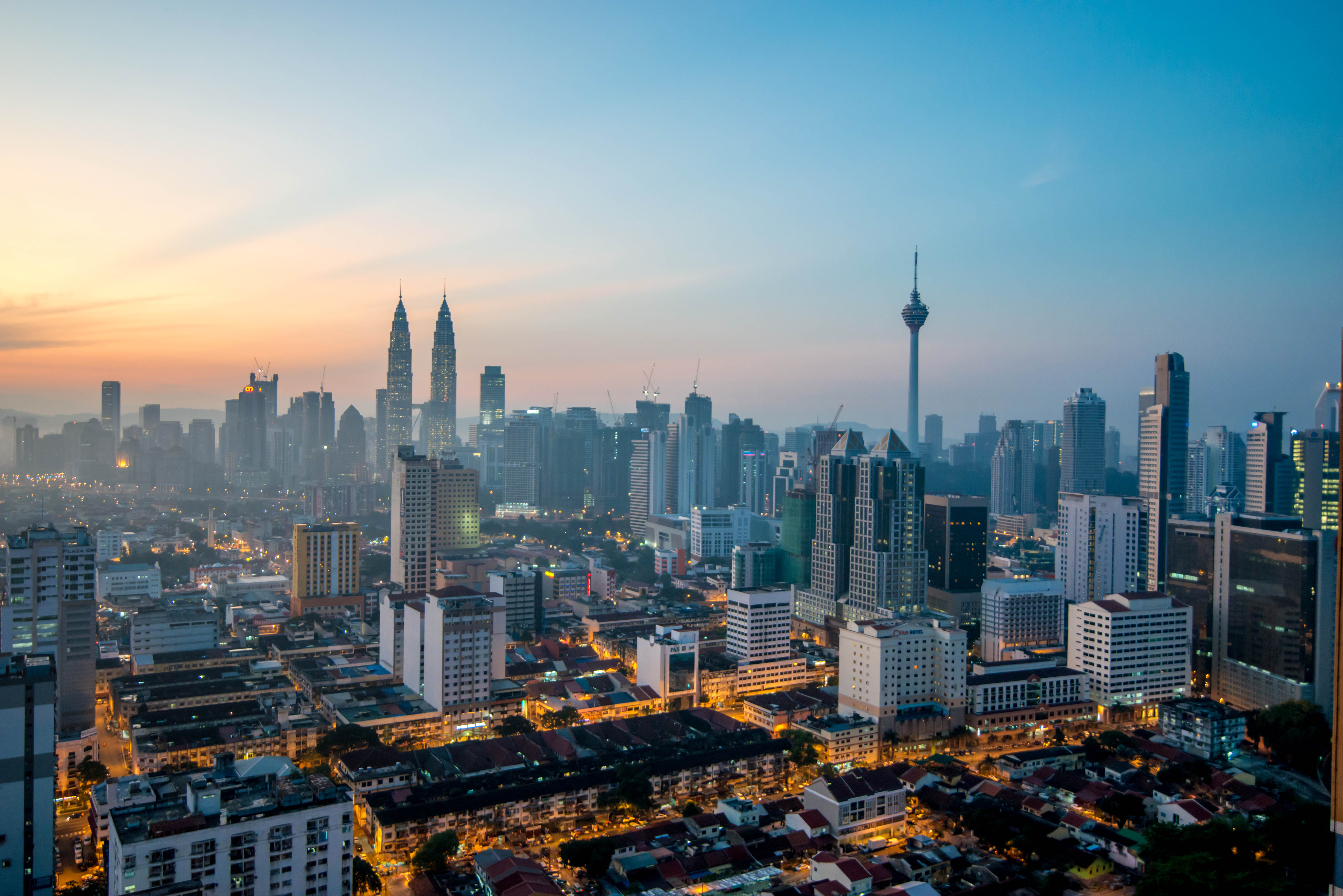
Centre-ville de Kuala Lumpur.

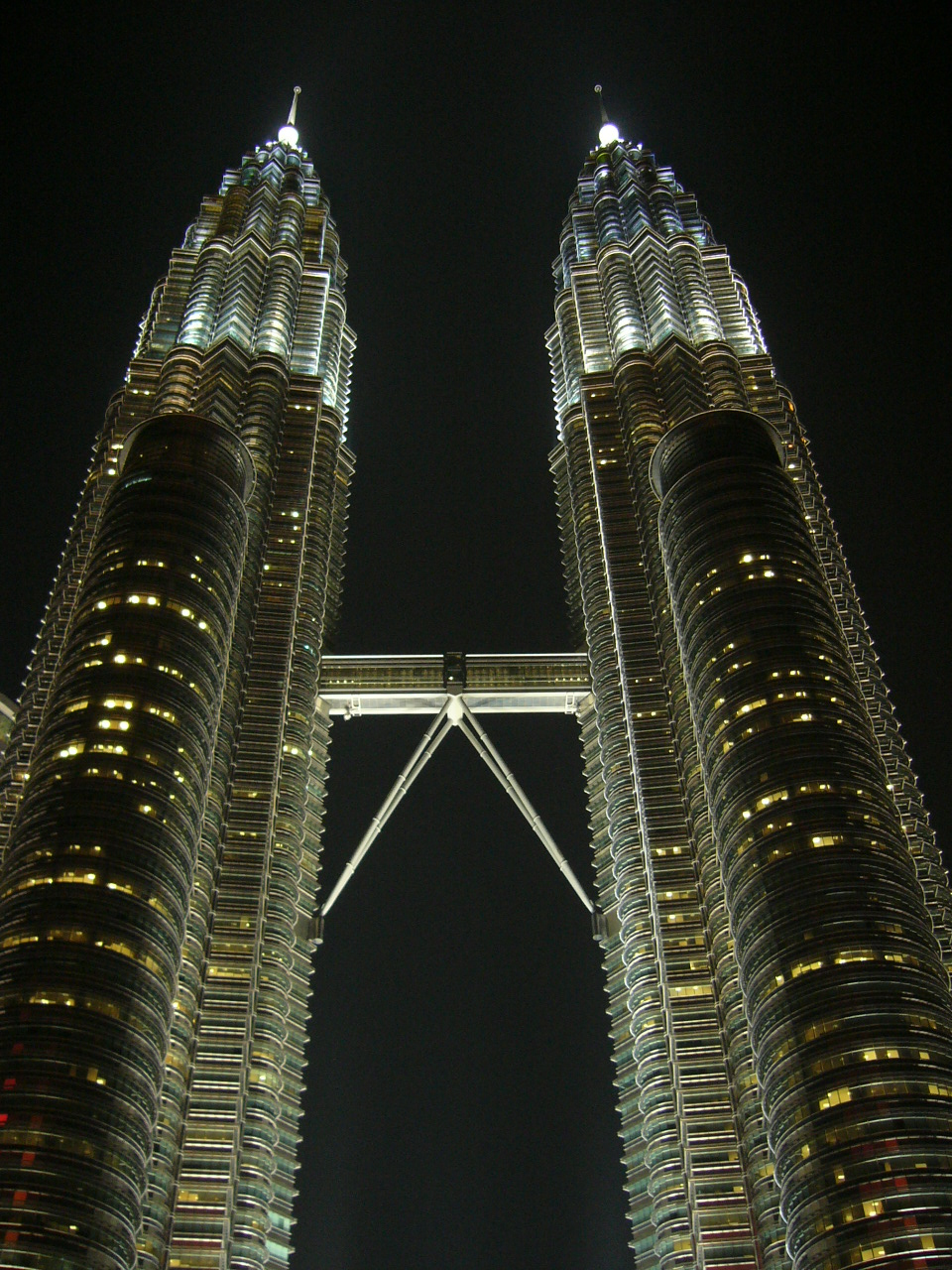
Les tours Petronas, fleuron de l'économie malaisienne.

La Malaisie fait partie des « tigres asiatiques » ; elle est passée en 25 ans du stade de pays en voie de développement à celui de pays développé. Le développement de la Malaisie est organisé en fonction de plans de développement quinquennaux.
En mars 2006, le gouvernement a lancé le 9e plan de développement. Le gouvernement a pour but d'arriver en 2020 à une nation pleinement moderne et développée. Malaysia 2020 constitue un véritable leitmotiv dans le pays. L’essor économique de la Malaisie se réalise grâce à la modernisation des infrastructures de transport (métro à Kuala Lumpur, autoroutes, ponts, ports de commerce), des communications et des infrastructures énergétiques, ainsi qu’au développement des zones industrielles et aux incitations fiscales pour les investisseurs dans des industries d’exportation.
En 2024, la Malaisie est classée en 33e position pour l'indice mondial de l'innovation.
La monnaie officielle du pays est le ringgit malaisien (RM). Un euro vaut approximativement 4,54 RM (janvier 2020). Le 21 juillet 2005, Bank Negara Malaysia, la banque nationale malaisienne a mis fin au régime de change fixe avec alignement sur le dollar américain, pour passer à un régime de flottement administré.
La Chine, le Japon, les États-Unis et Singapour sont les principaux partenaires économiques du pays. La Malaisie est devenue un leader mondial dans la production de composants électroniques, notamment les semi-conducteurs, et elle est le premier pays d'Asie du Sud-Est à concevoir et produire une automobile, la Proton. Proton est à présent concurrencé par une seconde société malaisienne : Perodua (Perusahaan Otomobil Kedua Sdn Bhd, littéralement « Deuxième Société Automobile »).
Le travail forcé reste fréquent en Malaisie. Les travailleurs immigrés représentent entre 20 % et 30 % de la main-d’œuvre du pays. Souvent originaires du Népal, du Bangladesh ou de la Birmanie, ils doivent s'endetter lourdement à des taux exorbitants auprès de prêteurs locaux afin de payer les recruteurs envoyés par des entreprises malaisiennes et obtenir un contrat de travail. Arrivés en Malaisie, leurs employeurs leur confisquent leur passeport afin de s’assurer qu’ils resteront. Les journées de travail s'élèvent à douze heures, les congés sont rares et le salaire minimum malaisien représente 240 euros mensuels.
La Malaisie est inscrite en 2009 sur la liste des paradis fiscaux émise par l'OCDE.
Les principales ressources minières et agricoles du pays sont :
| Ressource                              | Réserves               | Production annuelle             | Rang mondial | Variation | Commentaire |
| -------------------------------------- | ---------------------- | ------------------------------- | ------------ | --------- | ----------- |
| Ressources minières                    |                        |                                 |              |           |             |
| Gaz naturel                            | 2 350 km3 (2008)       | 63 km3 (1)                      | 15           |           |             |
| Pétrole et condensats                  | 504 millions de tonnes | 33,42 millions tonnes (1)       | 25           |           |             |
| Étain                                  | 250 000 tonnes         | 4 200 tonnes (1)                |              |           |             |
| Fer                                    |                        | 11,58 millions de tonnes (2013) | 18           |           |             |
| Agriculture et ressources halieutiques |                        |                                 |              |           |             |
| Huile de palme                         | -                      | 19,96 millions de tonnes (1)    | 2            |           |             |
| Caoutchouc                             | -                      | 722 000 tonnes (1)              | 3            |           |             |
| Bois                                   | -                      | 13,63 hm3 (1)                   |              |           |             |
| Produits de la pêche                   | -                      | 1,39 million de tonnes          | 18           |           |             |

## Transport
L'aéroport international de Kuala Lumpur est un des plus importants aéroports d'Asie. La compagnie aérienne nationale de la Malaisie est la Malaysia Airlines.

## Démographie

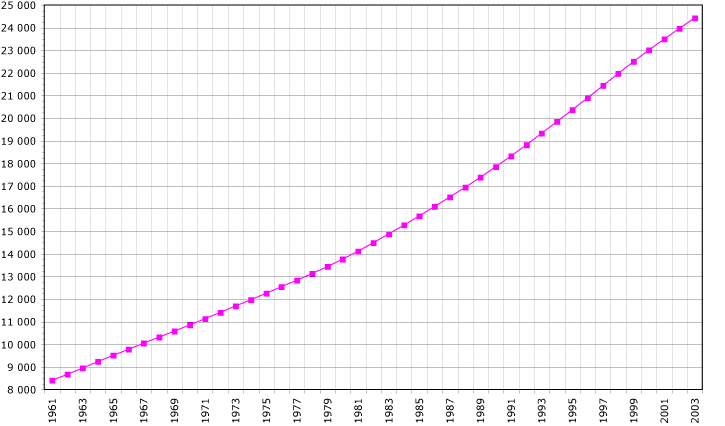
Évolution de la démographie entre 1961 et 2003, en milliers d'habitants (chiffres de la FAO, 2005).

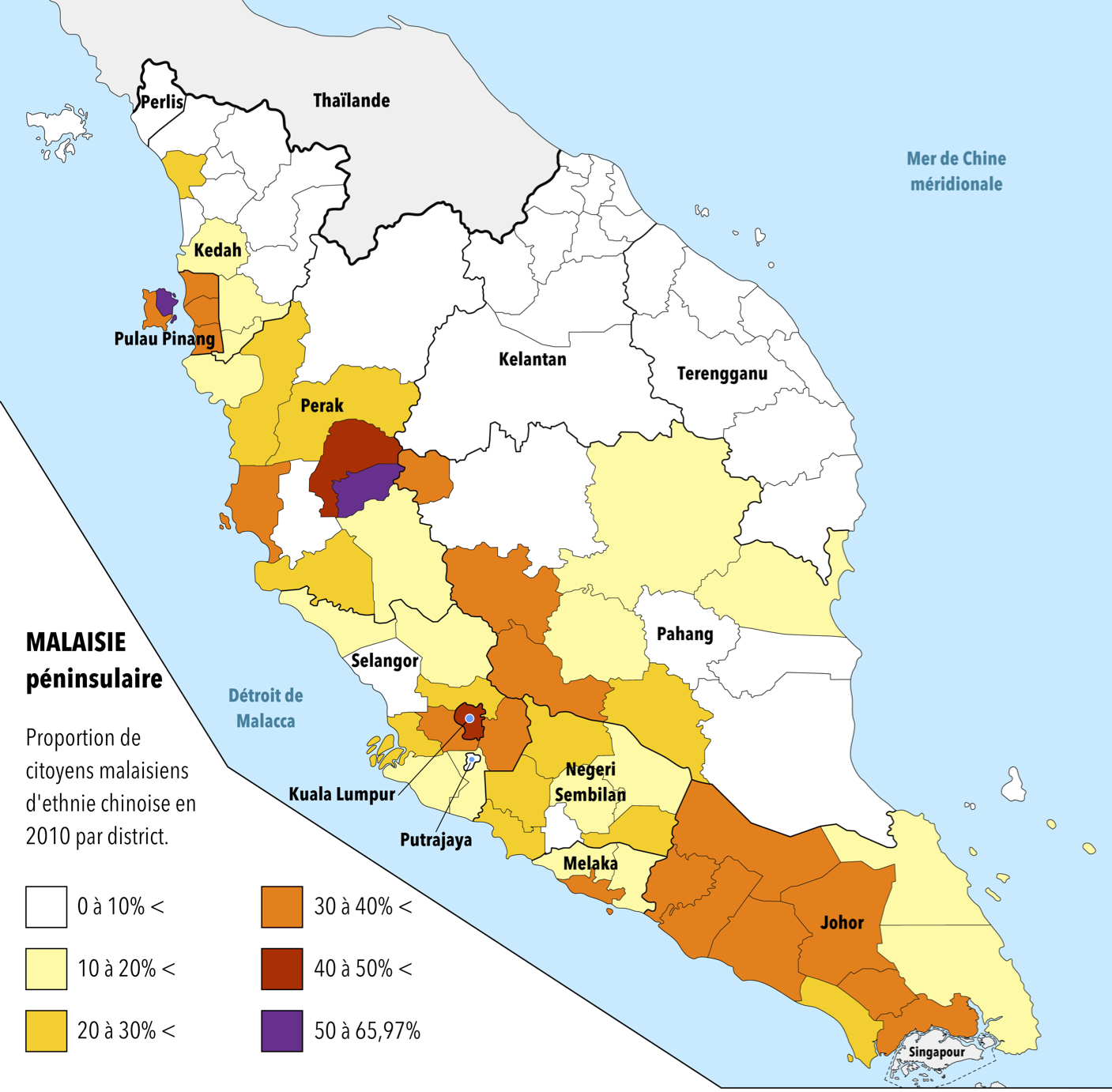
Proportion de citoyens malaisiens d'ethnie chinoise par district lors du recensement de 2010.

La banque mondiale estime que la population atteint en 2021 les 32 776 000 d'habitants.
Le nom de « Malaisie » vient de « Malais », qui désigne le groupe ethnique majoritaire (62 %) du pays. Les Malais ne sont pas les uniques citoyens de la fédération. Il y a environ 22 % de Malaisiens d'origine chinoise et 6 % d'origine indienne, dont les ancêtres se sont établis il y a plusieurs générations. Il y a, en outre, les « Orang Asli » (populations autochtones). L'origine ethnique des citoyens, malaise, chinoise, tamoule et autres est mentionnée sur la carte d'identité et le passeport. On trouve des minorités eurasiennes à Kuala Lumpur, Malacca et Penang.
On retrouve cette situation dans d'autres pays multiethniques d'Asie, où le nom du pays est tiré de celui de l'ethnie majoritaire (Birmanie, Laos, Thaïlande, Viêt Nam). Pour cette raison, le gentilé pour la Malaisie est Malaisien.
La population malaisienne est jeune et en expansion (elle a doublé entre 1970 et 2000). Le taux de natalité des Malais est supérieur à celui des autres groupes ethniques.
La population réside aux 3/4 dans la péninsule Malaise. 35 % de la population sait parler l'anglais, langue en constante progression, surtout chez les plus jeunes.

## Langues
La principale langue utilisée en Malaisie est le malaisien, qui est la seule ayant statut de langue officielle. Étant donné que plusieurs ethnies se côtoient, on pourrait résumer que les langues les plus utilisées sont le malaisien, le cantonais, le mandarin, le tamoul et l'anglais[réf. nécessaire].

## Religions

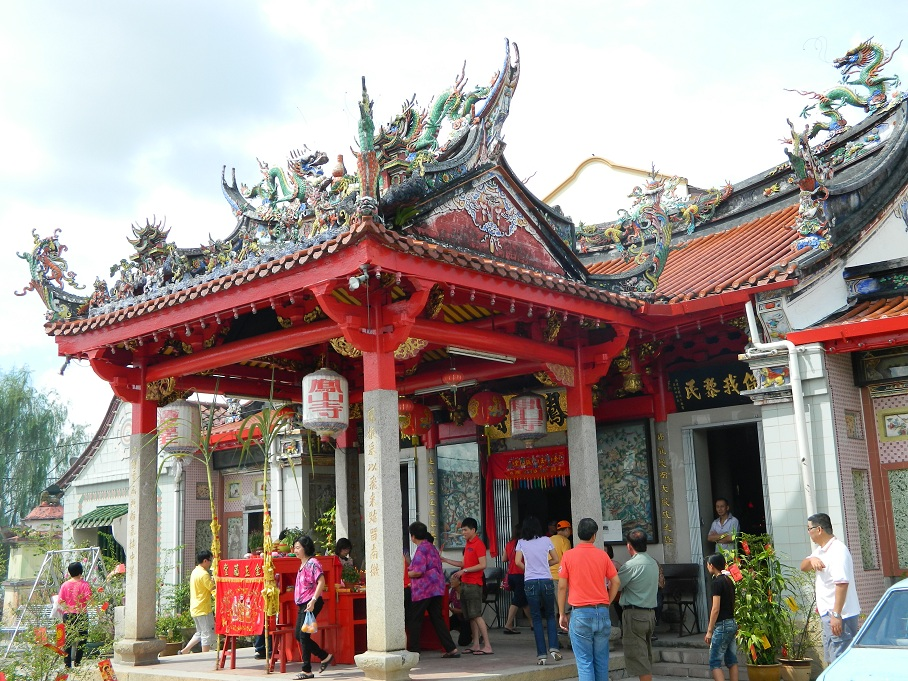
Temple taoïste à Perak.

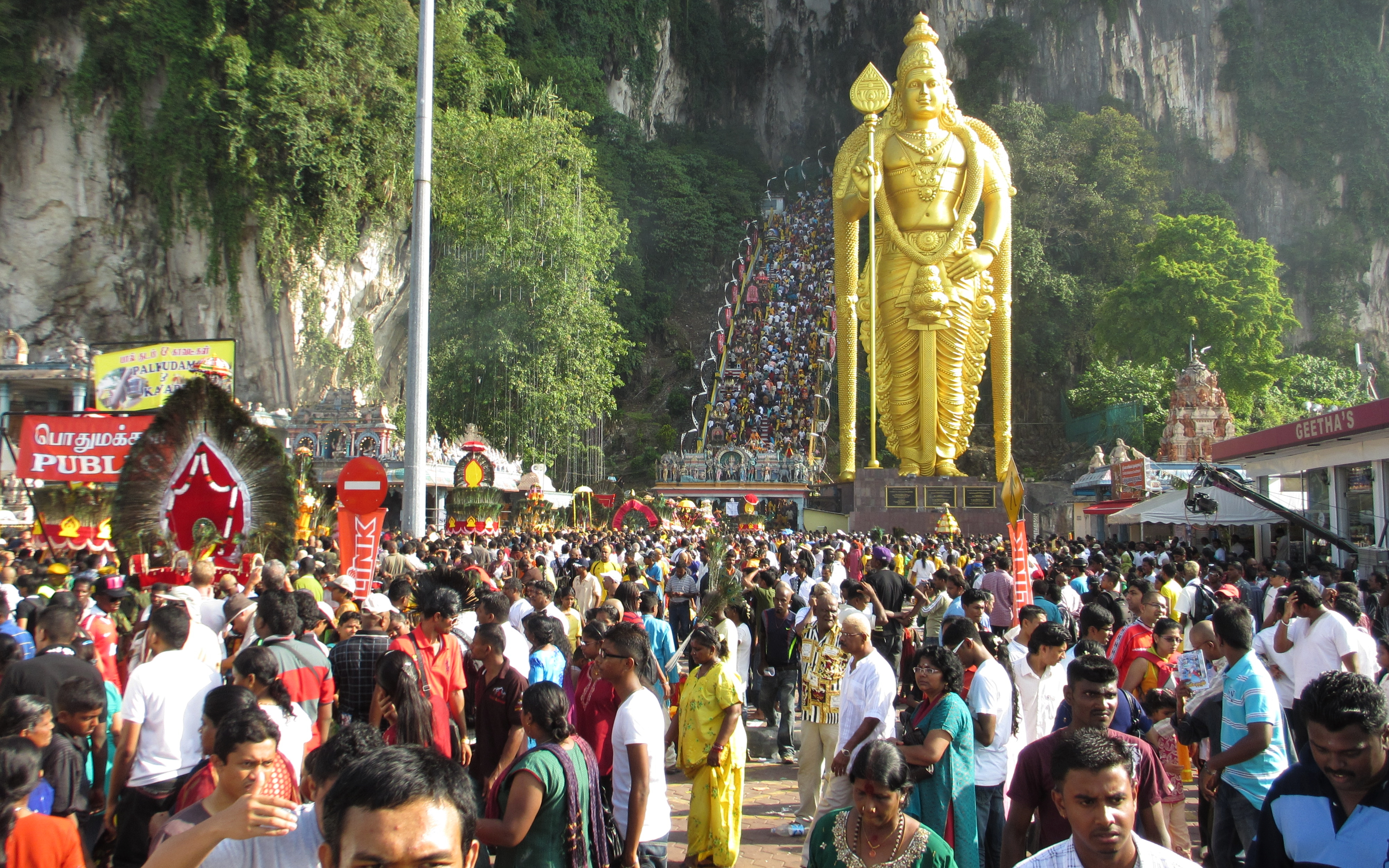
Thaipusam.

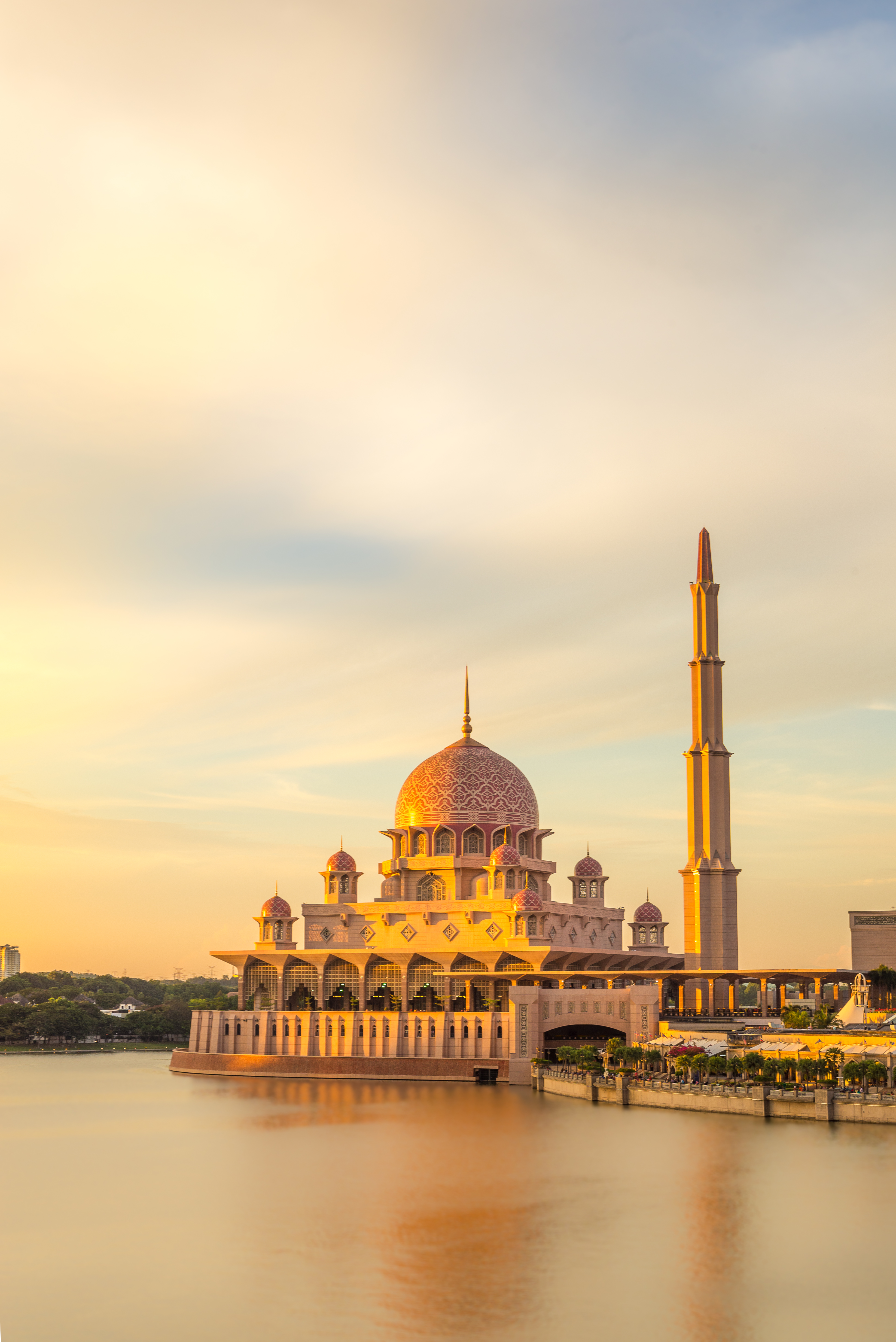
Mosquée Putra à Putrajaya

L'article 3, paragraphe 1 de la constitution malaisienne dispose que : « L'islam est la religion de la Fédération. D'autres religions sont aussi pratiquées dans toutes les parties de la Fédération. »
La religion d'État est l'islam du courant sunnite et de l'école chaféite, observé principalement par la majorité malaise (63,5 % de la population, selon le recensement de 2020).
Le bouddhisme est pratiqué par 18,7 % de la population, principalement au sein de la communauté chinoise, alors que 9,1% de la population est chrétienne et 6,1 % est hindoue.
La population hindoue du pays a des origines différentes : environ la moitié des hindous de Malaisie sont originaires du pays. L'hindouisme était la religion majoritaire de ce qui correspond aujourd'hui à la Malaisie, avant 1600. L'autre moitié des Hindous de Malaisie est originaire d'Inde, constituée de descendants de Tamouls originaires du Tamil Nadu. Il y a aussi des hindous originaires d'autres états de l'Inde, comme des Bengalis, du Bengale, mais dont le nombre est plus restreint.
Souvent, les hindous de Malaisie revendiquent un chiffre bien plus haut que les 6,3 % d'Hindous officiels enregistrés en Malaisie, car 14 % de la population en Malaisie parlaient la langue tamoule, en 2003, et du fait que seulement une partie des hindous de Malaisie sont tamouls, ce qui laisserait envisager un nombre bien plus important d'hindous.
La présence du christianisme est ancienne. On trouve des chrétiens (à Penang notamment, ainsi qu'à Kuala Lumpur, Ipoh et Malacca, siège d'un épiscopat catholique longtemps administré par les Missions étrangères de Paris). Des animistes, sont également présents, principalement au Sarawak et au Sabah.
Selon la constitution, bien que les non-musulmans aient en théorie droit à la liberté de croyance, ils restent victimes au quotidien de sévères restrictions dans la pratique de leurs cultes et du prosélytisme de leur foi. Les musulmans n'ont par ailleurs pas le droit de changer de religion et l'apostasie est très sévèrement punie selon les États, pouvant varier de séjour en prison à la peine de mort.
Dans l'État du Selangor, 35 termes islamiques sont interdits d'usage aux non-musulmans aussi bien oralement que par écrit. En cas de plainte formelle, le non-musulman déclaré coupable se verra infliger une amende de 3 000 MYR (soit 700 euros).
En octobre 2013, la Cour d'Appel malaisienne valide l'interdiction par le gouvernement de l'usage du mot « Allah » par les non-musulmans, infirmant la décision de 2009 d'une Cour de première instance. Et en janvier 2014, la cour suprême autorise l'utilisation du mot « Allah » dans les bibles écrites en bahasa melayu ; 30 000 en sont publiées. La Malaisie a également développé une norme pour certifier les produits halal. Les certificats halal sont donc délivrés par une seule institution à savoir le Jakim (Jabatan Kemajuan Islam Malaysia) qui est le ministère du développement islamique de la Malaisie.
Il y aurait aussi au moins 100 000 Sikhs (2007) en Malaisie, localisés surtout dans les grandes villes où ils sont souvent commerçants, et représentent environ 0,4 % de la population du pays.

## Sports
Le sport le plus populaire de Malaisie est le badminton.
D'autres sports comme le sepak takraw, un jeu de balle extrêmement spectaculaire, sont également pratiqués.
Kuala Lumpur a accueilli la Coupe d'Asie de hockey sur gazon en 1999, 2003 et 2007. En 2009, la coupe a été disputée à Kuantan.
De 1999 à 2017, le pays accueille une manche du championnat du monde de Formule 1 sur le circuit international de Sepang, dans l'État de Selangor près de l'aéroport international de Kuala Lumpur. Cela prend fin en 2017 pour des raisons financières.
L'équipe nationale de football est membre de la FIFA et de l'AFC.